# Fetești
Fetești je rumunské město v župě Ialomița. V roce 2011 zde žilo 30 217 obyvatel. Administrativní součástí města jsou i vesnice Buliga, Fetești-Gară a Vlașca.